# Abbigliamento infantile
Con il termine abbigliamento infantile si indicano gli indumenti indossati dai bambini dalla nascita fino ai 10 anni di età. Ogni capo d'abbigliamento rispecchia diverse caratteristiche culturali e sociali, sia in connessione all'estetica che alle varie occasioni d’uso.
La storia dell'abbigliamento infantile, ovvero degli indumenti e accessori che hanno vestito i più piccoli nel corso dei secoli, può essere inquadrata sia da un punto di vista dell'evoluzione del costume, sia da un punto di vista economico, in quanto prodotto dell'industria tessile.

## Storia
L'abbigliamento infantile nasce, oltre che come fonte di protezione per il corpo del neonato da agenti esterni, anche come rappresentazione di un ceto sociale, in quanto i bambini non venivano considerati per ciò che erano, ma come adulti in miniatura, perciò abbigliati come tali.

### Cinquecento
I bambini, appena nati, venivano avvolti in fasce (di seta se figli di una famiglia ricca, di lino o lana se di una famiglia meno abbiente), simbolo di disciplinamento dell'epoca romana, utili a sostenere il corpo, lasciando fuori da queste unicamente testa e braccia. A due anni le fasce venivano tolte e i bambini iniziavano a camminare, vestiti di una camiciola che arrivava a metà polpaccio o fino a terra, con i piedi scalzi, anche se, in occasioni come il battesimo, venivano riccamente vestiti, però unicamente se di ceto elevato. 
Capo tipico della prima infanzia era l'ungarina, una tunica che non ostacolava il  movimento e permetteva facilmente il cambio della biancheria intima e, se invernale, veniva rivestita in pelliccia.
Lo status sociale influiva particolarmente sull'abbigliamento dei bambini, soprattutto dagli 8-10 anni in poi: coloro destinati a diventare paggi o cavalieri indossavano ricche vesti e gioielli, quelli indirizzati alla vita ecclesiastica invece vestivano da piccoli preti. Principi e fanciulle di corte, invece, non avevano diritto all'infanzia e perciò venivano vestiti come i genitori.

### Seicento
Come anche nel Cinquecento, nel Seicento i bambini vestivano come adulti: le bambine delle classi sociali medie indossavano grembiule e cuffietta, come le madri, mentre i bambini portavano comodi pantaloni al ginocchio che permettevano loro di giocare. All'epoca anche le bambine cominciarono ad usare il fazzoletto, il cui ricamo o orlo era il primo lavoro di cucito da loro imparato.
In pieno Seicento il busto si può ormai considerare uno strumento di tortura usato anche per le bambine: non era raro trovare medici che ne sconsigliassero l’uso constatandone le pessime conseguenze.

### Settecento
È in pieno Settecento che ci si inizia ad interessare all'abbigliamento infantile, grazie a Jan Amos Komensky, i cui scritti influenzarono John Locke nella stesura del suo Thoughts Concerning Education (1693), il quale, come fece poi Jean-Jacques Rousseau, affermò che gli abiti non dovevano essere eccessivamente caldi né stretti, con scarpe semplici, promuovendo le attività all'aria aperta e una certa libertà nel gioco e nello studio.
È per questo che tra la seconda metà degli anni Settanta e gli anni Ottanta del Settecento le mode per gli abiti dei bambini vedono diffondersi un uso più pratico e igienico, dovuto anche alle teorie illuministe; i bambini fino ai tre anni di vita vestivano una lunga vesticciola e ciò valeva sia per maschi che per femmine. Dopodiché i maschi iniziano ad indossare dei calzoncini lunghi con giubbetti corti e una fusciacca legata in vita, mentre le bambine, per quanto indossino ancora il busto, perdono il panier, in modo che le gonne cadano in modo morbido sui fianchi, con a volte l’aggiunta di un grembiule di seta.

### Ottocento
Dalla seconda metà del secolo le stampe di moda registrano un elevato successo nell'abbigliamento per l’infanzia e sono perlopiù caratterizzate da abiti di fantasia o di ispirazione antica o moderna, tenendo conto dei numerosi revival del periodo. Continua la predilezione nel vestire i bambini come gli adulti, con la differenza che gli abiti per l’infanzia presentano maggiore creatività e comodità.
Maschi e femmine vestono pressoché nello stesso modo nei primi anni di vita; è solo verso i sei anni che i maschi cominciano a indossare pantaloni lunghi e abiti alla marinara, mentre le ragazze indossano gonne con tessuti a quadri di varie dimensioni e colori con l’aggiunta della crinolina.
Sarà dalla metà degli anni Sessanta dell’Ottocento che inizierà a diffondersi un modo di abbigliarsi più comodo e “libero”, con l’introduzione di pantaloncini corti o dei cosiddetti knickerbockers o pantaloni alla zuava, ampi e arricciati, rimboccati sotto le ginocchia.

### Novecento
Negli anni che seguono la prima guerra mondiale (1914-1918), si pone una maggiore attenzione sull'infanzia, in particolare sull'attività fisica e sull'educazione dei più piccoli. La libertà di movimento rimane un punto focale: negli armadi dei bambini sono presenti abiti ampi, maglioncini e calzettoni di maglia, ma una vera e propria svolta si ha solo negli anni Trenta, quando bambine e ragazze adolescenti vengono vestite come piccole lady, prendendo spunto dalle principesse inglesi o dall'attrice Shirley Temple, la quale diviene un modello vivente per le madri di tutto il mondo che provano a riprodurre la sua acconciatura iconica e i suoi abiti, ad esempio l'ormai famosissimo abito rosso a pois nel film Il trionfo della vita del 1934. Successivamente, con la nascita e la diffusione dei cartoni animati, la moda infantile iniziò a caratterizzarsi con colorate stampe che potevano riprendere personaggi come Topolino (1928) o altre icone dell'universo Disney.
Con l’avvento del fascismo e della seconda guerra mondiale (1939-1945), l'abbigliamento infantile cambia sensibilmente: si richiede una precisa uniforme per i bambini, inquadrati come "figli della lupa", con pantaloncini di panno grigio-verde e camicia nera con due bande bianche sul petto a formare la cintura. Dopo gli otto anni, invece, ci si inizia a vestire da balilla, con un fazzoletto azzurro al collo e senza le bande bianche, mentre le bambine indossano la divisa da "piccole italiane", con gonna nera, camicetta bianca e mantella di lana. 
Finita l’epoca fascista si affaccia nell'abbigliamento infantile l'era dei blue jeans e della t-shirt, senza alcuna distinzione di classe.

## Tendenze del XXI Secolo

### Il rosa e il blu
Oggi nel mondo occidentale è di moda il rosa per gli abiti delle bambine e l'azzurro per quelli dei maschi, ma non sempre fu così, anzi, questa tendenza è più recente di quanto si possa pensare.
In passato, neonati e bambini erano vestiti, come abbiamo già visto, per lo più di bianco, ad indicare la purezza del pargolo ma anche per motivi funzionali: così come un bambino giocando può sporcare molto velocemente un vestito chiaro, allo stesso modo il bianco è l’unico colore che può essere lavato a iosa senza che possa sbiadire. Arrivati alla metà dell’Ottocento, le classi più alte cominciano a vestire i bambini con colori pastello, senza differenze di genere, indossando sia il rosa che l'azzurro e, al contrario di come si potrebbe pensare, erano i maschi a essere vestiti più spesso di rosa e le femmine di blu; questo forse perché il rosa, considerato variante del rosso, ne aveva ereditato i significati di forza, energia e coraggio e quindi più adatto ai maschi; invece il blu faceva riferimento al velo della vergine e quindi risultava più adatto alle femminile. È solo durante gli anni Trenta del Novecento, quando compaiono le prime tinture chimiche resistenti ai tanti lavaggi, che tale usanza si generalizza: da lì, per motivi sconosciuti, i produttori di abbigliamento decidono di usare il rosa per le femmine e il blu per i maschi e quando negli anni Sessanta arriva la prima Barbie si riconferma tale scelta, rendendo il mondo delle bambine completamente rosa.

### Abbigliamento infantile e mercato
Nel sistema di mercato odierno l’abbigliamento infantile è un tema che interessa vari segmenti di mercato, nei quali i bambini vengono visti come futuri consumatori e analizzati in base alle fasce di età: toddler (dai 12 ai 36 mesi)kid tween teen junior.
La visione di bambini come consumatori dipendenti e in divenire ha portato alla segmentazione del mercato infantile, arrivando a distinguere:
- Mercato primario: i teenager, in fase preadolescenziale, iniziano a condividere lo shopping con gruppi di coetanei per  acquistare beni di diverso genere: i coetanei sono in grado di dare un senso di sicurezza al ragazzo che vuole sentirsi indipendente dalle figure genitoriali, e il ruolo della moda diventa qui molto importante. Questo processo permette al teenager di identificarsi come acquirente e consumatore autonomo.[Teenager e preadolescenti vengono considerati la stessa cosa, ma sono due termini che indicano fasce di età solo parzialmente sovrapposte.]
- Mercato secondario: il bambino, in età compresa tra 1 e 4 anni, come si può immaginare, non possiede le capacità cognitive tali da selezionare ed analizzare dei beni di consumo, perciò il genitore ha il completo controllo sul neonato e su ciò che può indossare, anche se possono rientrare in questo segmento anche gli adolescenti, poiché le figure genitoriali potrebbero preferire fare acquisti da sole o perché le aziende preferiscono continuare ad indirizzare a loro le proprie strategie comunicative e di marketing.
- Mercato d'influenza: la semplice presenza di un bambino o una bambina in un nucleo familiare tende a influenzare le abitudini di consumo dei membri che lo costituiscono; infatti i genitori sono influenzati dai fattori assillo (detti anche "nag factor" o "pester power") che i bambini inviano sui propri gusti.
- Mercato futuro: i bambini si identificano unicamente come consumatori ma le aziende attuano un orientamento strategico[non chiaro]; perciò, anche se i più piccoli sono dipendenti dagli adulti, le aziende scelgono comunque di investire su questo segmento, composto dai consumatori di domani, creando una sorta di fidelizzazione alla marca.

### Mini-me e maxi-me
Un meccanismo motivazionale che fa parte delle figure genitoriali è quello del mini-me, fenomeno facilitato dal fatto che molti indumenti per adulti vengano riproposti anche "in miniatura". Questa tendenza fa sì che gli adulti vedano i propri figli come un’estensione di loro stessi e di conseguenza del loro stile, non solo vestiario ma anche di vita. Questo fenomeno riguarda spesso il rapporto madre-figlia, in cui la madre può assumere il ruolo di figura genitoriale che si intromette nella vita della figlia, o una madre troppo coinvolta da se stessa e ossessionata dal parere altrui, così che la bambina diventi uno "strumento aspirazionale" attraverso il quale viene appagato un egoistico desiderio di promozione sociale.
Altro fenomeno è quello, al contrario, del maxi-me, in cui il ruolo interpretato dall'adulto è quello di una madre che vuole rivivere la propria giovinezza.